# Saint-Maurice-d’Ételan
Saint-Maurice-d’Ételan település Franciaországban, Seine-Maritime megyében. Lakosainak száma 288 fő (2022. január 1.). Saint-Maurice-d’Ételan Aizier, Vieux-Port, Norville, Port-Jérôme-sur-Seine, Petiville és Vatteville-la-Rue községekkel határos.

## Népesség
A település népessége az elmúlt években az alábbi módon változott:
| Lakosok száma | 313  | 307  | 315  | 305  | 303  | 301  | 298  | 293  | 288  |
|               | 2013 | 2015 | 2016 | 2017 | 2018 | 2019 | 2020 | 2021 | 2022 |